# Катерина де Бурбон
Катери́на де Бурбо́н, інфа́нта Нава́ррська (фр. Catherine de Bourbon, Infante de Navarre; 7 лютого 1559, Париж, Французьке королівство — 13 лютого 1604, Нансі) — дочка Антуана Бурбонського і Жанни д'Альбре, єдина сестра Генріха Наваррського.

## Життєпис
Після того, як її брат став королем Франції, Катерина зберегла кальвіністське віросповідання, за що мала велику повагу серед гугенотів. Брат зробив її герцогинею Альбре і графинею Арманьякською і довірив їй управління кальвіністським Беарном. У своєму правлінні вона покладалася на поради впливової герцогині де Роган.
У молоді роки Катерина вирізнялася слабким здоров'ям. Вона подорожувала по Беарну разом зі своєю матір'ю й успадкувала від неї граничну побожність.
Своїм чоловіком вона бачила кузена, графа Суассонського, однак Генріх опирався цьому шлюбу. Поступаючись його проханням, сорокарічна Катерина погодилася на шлюб з принцом Генріхом, спадкоємцем Лотаринзького престолу, однак, через відмінності їх віросповідання, шлюбу перетували тривалі переговори з Ватиканом. Вона померла незабаром після весілля.